# Sphallotrichus sculpticolle
Sphallotrichus sculpticolle är en skalbaggsart som först beskrevs av Jean Baptiste Lucien Buquet 1852.  Sphallotrichus sculpticolle ingår i släktet Sphallotrichus och familjen långhorningar. Inga underarter finns listade i Catalogue of Life.